# Paracoptops basalis
Paracoptops basalis är en skalbaggsart som först beskrevs av Francis Polkinghorne Pascoe 1865.  Paracoptops basalis ingår i släktet Paracoptops och familjen långhorningar.
Artens utbredningsområde är Sulawesi. Inga underarter finns listade i Catalogue of Life.